# Opatovce
Opatovce (maďarsky Vágapáti, do roku 1902 Apáti) jsou obec na Slovensku v okrese Trenčín. V roce 2015 zde žilo 408 obyvatel.
První písemná zmínka o obci pochází z roku 1113.